# Seligeria tristichoides
Seligeria tristichoides là một loài rêu trong họ Seligeriaceae. Loài này được Kindb. mô tả khoa học đầu tiên năm 1896.